# Iván (cantante)
Iván, pseudonimo di Juan Carlos Ramos Vaquero (Madrid, 17 luglio 1962), è un cantante spagnolo, divenuto famoso agli inizi degli anni 1980 grazie ai singoli Fotonovela, Sin amor e Baila.

## Biografia
Mosse i primi passi in ambito musicale grazie ad un compagno di scuola, che in quel periodo collaborava per Cadena SER realizzando illustrazioni e poster. Quest'ultimo gli fece conoscere Joaquín Luqui e il cantante Toni Genil, i quali gli offrirono un'esibizione a un festival di beneficenza per la Croce Rossa nel maggio 1979. I giornalisti che erano in sala si interessarono a lui e lo segnalarono alla casa discografica CBS, con la quale incise il suo primo singolo, Sin amor; quest'ultimo, che era una versione adattata in spagnolo da Luis Gómez-Escolar della canzone tedesca Dschinghis Khan, raggiunse la posizione numero 1 nelle classifiche spagnole in due settimane. La CBS spese 7 milioni di pesetas per promuovere il suo primo album. Il 9 febbraio 1980 si esibì per la prima volta dal vivo.
Dopo una pausa nella sua carriera dovuta al servizio militare, ebbe un altro grande successo con il contributo del produttore Pedro Vidal grazie al singolo Fotonovela nel 1984, con il quale tornò al numero 1 in Spagna e riuscì ad entrare nei mercati europei. In Perù Fotonovela venne utilizzata come sigla della telenovela Carmín. Il successivo singolo Baila divenne la sigla della Vuelta a España 1985.
Nel gennaio 2012 annunciò il suo ritorno con l'uscita di un nuovo disco e nella primavera del 2013 svolse un tour acustico in giro per la Spagna.

## Vita privata
Sposato con una donna australiana di origini ebraiche, nel 1994 si stabilì a Melbourne. Nel 1996 si trasferì negli Stati Uniti d'America, risiedendo dapprima a Miami e successivamente a Los Angeles. Si è ritirato dalla vita pubblica, anche se continua a scrivere e produrre musica nel proprio studio.
È il padre dell'attrice Nathalia Ramos.

## Discografia

### Album
- Sin amor (1979), CBS
- A solas (1980), CBS
- Tiempo de Iván (1982), CBS
- Baila (1985), CBS
- Hey Mademoiselle (1986), CBS
- Más difícil (1988), PM Records
- Vuelta a casa (1992), La Rosa Records
- Versos diversos (2001), Caliope Studios

### Singoli
- Sin amor (1979)
- Loco (1979)
- Soñarte (1980)
- Te quiero tanto (1980)
- Te agradezco (1981)
- Oh Gaby (Oh, Gaby, Gaby) (1982)
- Bajo los caracoles de tus cabellos (1982)
- Fotonovela (1984)
- Baila (1985)
- Ya no puedo detenerme  (1985)
- Pon la radio (1985)
- Hey Mademoiselle! (1986)
- Starman (1986)
- Un Dia Mas (1986)
- O-A (1988)
- Ojos de Oriental (1988)
- Salvame (1992)
- Bailar con la luna (1992)